# Old Toongabbie, New South Wales
Old Toongabbie este o suburbie în Sydney, Australia.